# Blue World (album)
Blue World è un album discografico jazz pubblicato dall'etichetta Impulse! Records nel 2019, tratto da materiale inciso nel 1964 da John Coltrane.

## Descrizione
Il materiale che costituisce l'album fu registrato presso il Van Gelder Studio da Coltrane con il suo Classic Quartet tra le sessioni degli album Crescent e A Love Supreme, per la colonna sonora del film Le chat dans le sac. Il regista Gilles Groulx era amico di Jimmy Garrison e sfruttò l'amicizia per convincere Coltrane a registrare la colonna sonora per il film. Groulx andò negli Stati Uniti per assistere alle sessioni in studio e Coltrane effettuò le registrazioni senza informare la propria casa discografica. Dopo tre ore in studio, Groulx prese i nastri master e li portò con sé in Canada. Quando il regista si vide costretto a tagliare gran parte della musica nel suo film, le registrazioni rimasero inedite fino al 2019, quando la Impulse! Records decise di pubblicare il materiale, insieme alla composizione originale inedita di Coltrane intitolata Blue World (che diede il titolo all'album). La pubblicazione dei nastri era stata rimandata per anni perché sussistevano dei problemi di diritti di copyright. Infatti la NFB era proprietaria degli stessi ma solo la Impulse! possedeva i diritti di pubblicazione.
Il materiale fu "dimenticato" negli archivi fino al XXI secolo, quando un archivista della National Film Board of Canada scoprì i nastri; l'agenzia governativa raggiunse un accordo con la Impulse! per la pubblicazione di un album. Il disco uscì il 27 settembre 2019, un anno dopo Both Directions at Once: The Lost Album, un altro album postumo di Coltrane pubblicato dalla Impulse! Records.

## Accoglienza
Phil Freeman di Stereogum recensì positivamente il disco, definendolo un gruppo di registrazioni coerenti che quasi fungono da suite musicale e descrivendo le esecuzioni "affascinanti e piacevoli". Recensendo l'album per The Arts Fuse, Michael Ullman disse che il disco è "imperdibile per i fan di Coltrane", particolarmente per la nitidezza delle registrazioni. Victor L. Schermer, scrivendo su All About Jazz, raccomandò il disco con un punteggio di 8 su 10, concludendo: "La cosa grandiosa di questo album è che mantiene il mondo del jazz in sintonia con tutto ciò che Coltrane ha da offrire". Giovanni Russonello del The New York Times assegnò al disco una recensione favorevole, lodando in particolare il contrabbasso di Jimmy Garrison.
Chris Pearson del The Times, diede all'album 3 stellette su 5, definendo la musica "incisa splendidamente" ma facendo notare come sia un falso storico la scelta di farla passare per una colonna sonora. The Guardian nominò Blue World "Jazz Album of the Month", con il critico John Fordham che gli assegnò 4 stelle su 5 definendolo "un affascinante ibrido del Coltrane modale prima maniera e del suo successivo incandescente periodo devozionale". Il sito web Pitchfork lo definì la miglior uscita del settembre 2019, con Nate Chinen che gli assegnò un voto di 8.4 su 10, scrivendo: "Non ci sono argomenti seri da sostenere per la sua integrità come album; c'è troppa ridondanza, e non c'è modo di sapere cosa avrebbe voluto Coltrane. Ma i momenti più forti di questo manufatto sbrigativo e non intenzionale sono notevoli anche per gli standard del quartetto classico, e la documentazione storica lo prova".

## Tracce
Testi e musiche di John Coltrane.
1. Naima (Take 1) – 4:36
2. Village Blues (Take 2) – 3:46
3. Blue World – 6:08
4. Village Blues (Take 1) – 3:48
5. Village Blues (Take 3) – 3:46
6. Like Sonny – 2:43
7. Traneing In – 7:38
8. Naima (Take 2) – 4:08

Durata totale: 36:33

## Formazione
The John Coltrane Quartet
- John Coltrane – leader, compositore, sax tenore, sax soprano, produzione
- Jimmy Garrison – contrabbasso
- Elvin Jones – batteria
- McCoy Tyner – pianoforte

Personale aggiuntivo
- Ken Druker – produzione
- Ashley Kahn – note interne
- Kevin Reeves – mastering
- Rudy Van Gelder – registrazione, mixing, mastering